# Soyuz MS-17
Soyuz MS-17 es un vuelo espacial Soyuz lanzado el 14 de octubre de 2020 a las 05:45:04 UTC. Transportó a tres miembros de la Expedición 63/ 64 a la ISS, en un principio los tres tripulantes iban a ser de nacionalidad Rusa, pero en mayo de 2020 la agencia espacial estadounidense NASA compró un asiento en la Soyuz y asignó a la astronauta Kathleen Rubins como la ingeniera de vuelo 2, y como tripulante de reserva designó al astronauta Mark Vande Hei. 
Esta misión ha sido la primera misión tripulada en realizar una nueva trayectoria ultrarrápida para encontrarse con la Estación espacial internacional. El vuelo fue aproximadamente de 2 órbitas alrededor de la tierra con una duración en tiempo récord de 3 horas y 3 minutos acoplándose a la Estación a las 08:48 UTC. Esta misión podría ser la última misión Rusa que incluya tripulantes estadounidenses considerando que SpaceX ya comenzó con sus vuelos tripulados en 2020 y sería el último lanzamiento de Soyuz con un astronauta estadounidense a bordo.

## Tripulación
| Comandante           | Sergey Ryzhikov, RSA      |
| Ingeniero de vuelo 1 | Sergei Kud-Sverchkov, RSA |
| Ingeniero de vuelo 2 | Kathleen Rubins, NASA     |

En febrero de 2020 por lesión del comandante de la Soyuz MS-16 Nikolai Tikhonov los dos miembros de nacionalidad Rusa de la tripulación de esta nave, pasan a ser la tripulación titular de la anterior al ser los reservas, y pasan a ser el comandante  Nikolai Tikhonov y el cosmonauta Andrei Babkin los titulares de esta misión junto con el astronauta  Stephen Bowen. En mayo de 2020 se reestructuran las tripulaciones de nuevo de las misiones Soyuz por parte de Roscosmos, pasando a ser la tripulación titular los cosmonautas Sergey Ryzhikov y Sergei Kud-Sverchkov y el comandante Tikhonov y el cosmonauta Babkin pasando a ser la tripulación de la futura Soyuz MS-18, y los tripulantes Novitsky y Dubrov de esta nave pasan a ser la tripulación de reserva de la Soyuz MS-17 y titulares de la MS-19, permaneciendo los astronautas de la NASA igual.

### Tripulación de reserva
| Comandante           | Oleg Novitskiy, RSA     |
| Ingeniero de vuelo 1 | Pyotr V. Dubrov, RSA    |
| Ingeniero de vuelo 2 | Mark T. Vande Hei, NASA |